# 訥德拉格鄉
45°39′N 22°11′E / 45.650°N 22.183°E
訥德拉格鄉（羅馬尼亞語：Comuna Nădrag, Timiș），是羅馬尼亞的鄉份，位於該國西部，由蒂米什縣負責管轄，面積133平方公里，海拔高度275米，2002年人口2,852，人口密度每平方公里22人。